# Gustavo Manduca
Gustavo Manduca (ur. 8 czerwca 1980 w Urussanga) – brazylijski piłkarz występujący na pozycji pomocnika. Razem z APOEL FC z Nikozji w sezonie 2010-2011 zdobył mistrzostwo kraju.